# كامبينا غراندي
كامبينا غراندي (بالإنجليزية: Campina Grande)‏ هي بلديات البرازيل، ومدينة تتبع بارايبا . بلغ عدد سكانها 355331  نسمة في 1 أغسطس 2000 . تبلغ مساحتها 594.182 كيلومتر مربع .

## الموقع
تشترك في الحدود مع:
- Boqueirão [الإنجليزية]‏
- Caturité [الإنجليزية]‏
- Queimadas, Paraíba [الإنجليزية]‏
- بوسينوس، بارايبا
- Puxinanã [الإنجليزية]‏.

## المناخ
يظهر الجدول التالي التغييرات المناخية على مدار السنة لكامبينا غراندي:
| البيانات المناخية لـكامبينا غراندي   | البيانات المناخية لـكامبينا غراندي | البيانات المناخية لـكامبينا غراندي | البيانات المناخية لـكامبينا غراندي | البيانات المناخية لـكامبينا غراندي | البيانات المناخية لـكامبينا غراندي | البيانات المناخية لـكامبينا غراندي | البيانات المناخية لـكامبينا غراندي | البيانات المناخية لـكامبينا غراندي | البيانات المناخية لـكامبينا غراندي | البيانات المناخية لـكامبينا غراندي | البيانات المناخية لـكامبينا غراندي | البيانات المناخية لـكامبينا غراندي | البيانات المناخية لـكامبينا غراندي |
| الشهر                                | يناير                              | فبراير                             | مارس                               | أبريل                              | مايو                               | يونيو                              | يوليو                              | أغسطس                              | سبتمبر                             | أكتوبر                             | نوفمبر                             | ديسمبر                             | المعدل السنوي                      |
| ------------------------------------ | ---------------------------------- | ---------------------------------- | ---------------------------------- | ---------------------------------- | ---------------------------------- | ---------------------------------- | ---------------------------------- | ---------------------------------- | ---------------------------------- | ---------------------------------- | ---------------------------------- | ---------------------------------- | ---------------------------------- |
| الدرجة القصوى °م (°ف)                | 34.1 (93.4)                        | 34.2 (93.6)                        | 34.6 (94.3)                        | 33.2 (91.8)                        | 32.8 (91.0)                        | 31.9 (89.4)                        | 29.7 (85.5)                        | 29.7 (85.5)                        | 31.7 (89.1)                        | 33.5 (92.3)                        | 33.1 (91.6)                        | 33.8 (92.8)                        | 34.6 (94.3)                        |
| متوسط درجة الحرارة الكبرى °م (°ف)    | 30.7 (87.3)                        | 30.5 (86.9)                        | 30.1 (86.2)                        | 29.1 (84.4)                        | 27.7 (81.9)                        | 26.0 (78.8)                        | 25.6 (78.1)                        | 26.3 (79.3)                        | 28.0 (82.4)                        | 29.8 (85.6)                        | 30.5 (86.9)                        | 30.8 (87.4)                        | 28.8 (83.8)                        |
| المتوسط اليومي °م (°ف)               | 24.7 (76.5)                        | 24.7 (76.5)                        | 24.7 (76.5)                        | 24.3 (75.7)                        | 23.4 (74.1)                        | 22.1 (71.8)                        | 21.5 (70.7)                        | 21.5 (70.7)                        | 22.5 (72.5)                        | 23.5 (74.3)                        | 24.2 (75.6)                        | 24.5 (76.1)                        | 23.5 (74.3)                        |
| متوسط درجة الحرارة الصغرى °م (°ف)    | 21.2 (70.2)                        | 21.3 (70.3)                        | 21.4 (70.5)                        | 21.1 (70.0)                        | 20.5 (68.9)                        | 19.3 (66.7)                        | 18.6 (65.5)                        | 18.5 (65.3)                        | 19.0 (66.2)                        | 19.9 (67.8)                        | 20.4 (68.7)                        | 20.9 (69.6)                        | 20.2 (68.4)                        |
| أدنى درجة حرارة °م (°ف)              | 18.5 (65.3)                        | 19.1 (66.4)                        | 18.2 (64.8)                        | 18.7 (65.7)                        | 16.0 (60.8)                        | 16.2 (61.2)                        | 15.3 (59.5)                        | 15.3 (59.5)                        | 16.1 (61.0)                        | 17.3 (63.1)                        | 18.1 (64.6)                        | 17.7 (63.9)                        | 15.3 (59.5)                        |
| الهطول مم (إنش)                      | 45.6 (1.80)                        | 62.8 (2.47)                        | 107.1 (4.22)                       | 89.3 (3.52)                        | 101.7 (4.00)                       | 123.6 (4.87)                       | 96.7 (3.81)                        | 80.1 (3.15)                        | 30.0 (1.18)                        | 12.5 (0.49)                        | 12.3 (0.48)                        | 15.3 (0.60)                        | 777.0 (30.59)                      |
| متوسط أيام هطول الأمطار (≥ 1.0 mm)   | 6                                  | 6                                  | 8                                  | 10                                 | 13                                 | 15                                 | 12                                 | 11                                 | 5                                  | 3                                  | 2                                  | 3                                  | 94                                 |
| متوسط الرطوبة النسبية (%)            | 74.3                               | 75.0                               | 77.4                               | 79.2                               | 81.6                               | 84.0                               | 82.9                               | 80.3                               | 74.7                               | 71.3                               | 71.0                               | 72.0                               | 77.0                               |
| ساعات سطوع الشمس الشهرية             | 239.3                              | 213.7                              | 227.8                              | 203.9                              | 184.4                              | 149.3                              | 163.7                              | 197.2                              | 236.9                              | 270.1                              | 265.6                              | 247.0                              | 2٬598٫9                            |
| المصدر: المعهد الوطني للأرصاد الجوية |                                    |                                    |                                    |                                    |                                    |                                    |                                    |                                    |                                    |                                    |                                    |                                    |                                    |

## أعلام
- أديرلان سيلفا
- يوري ماتياس
- فابيو دوس سانتوس باربوزا
- كاسيو كونا ليما
- لوتشيانو أمارال